# ماري إليزابيث بارسونز
ماري إليزابيث بارسونز (بالإنجليزية: Mary Elizabeth Parsons)‏ هي عالمة نبات أمريكية، ولدت في 1859 في شيكاغو في الولايات المتحدة، وتوفيت في 1947 في كنتفيلد ‏ في الولايات المتحدة.